# 丁瓚 (正德進士)
丁瓚（1476年—？），字敬夫，號點白，直隸鎮江府丹徒縣人，民籍，明朝政治人物。

## 生平
正德八年（1513年）癸酉科應天府鄉試第一百九名舉人。正德十二年（1517年）中式丁丑科會試第二百六十八名，登第三甲第一百二十四名進士。吏部观政，授工部主事，改南京刑部主事，历郎中，嘉靖六年（1527年）官浙江溫州府知府。擢升浙江按察司副使，致仕。

## 家族
曾祖丁思惪；祖父丁寧，曾任衛經歷；父丁元貞，曾任壽官。母紀氏。慈侍下。兄丁玑（按察司副使）。弟璧、玮、瓘。